# 61e brigade mécanisée de la steppe
Pour les articles homonymes, voir 61e brigade.
La 61e brigade mécanisée (en ukrainien : 61-ша окрема механізована Степова бригада, abrégé en 61 ОМБр ; numéro d'unité militaire A3425) anciennement, la 61e brigade d'infanterie « de la steppe » (en ukrainien : 61-ша окрема піхотна Степова бригада) est une grande unité d'infanterie de l'Armée de terre ukrainienne.
Créée en 2015 sous le nom de 61e brigade d'infanterie motorisée (61-ша окрема мотопіхотна бригада), elle a été rapidement engagée dans la guerre russo-ukrainienne. Elle est depuis 2019 spécialisée dans les combats en zones forestières et marécageuses, telles que les marais du Pripiat.

## Historique

### Création
La brigade est formée en 2015 à Tchernihiv à partir de trois bataillons de défense territoriale en tant qu'unité de réserve (unité-cadre devant être mise à plein effectif qu'en cas de mobilisation). La 61e brigade fait alors partie du 4e corps d'armée ukrainien, qui comprend cinq brigades de chars et mécanisées de réserve au moment de la guerre du Donbass.
Le 25 avril 2019, la brigade est transférée du corps de réserve au commandement opérationnel nord comme unité d'infanterie spécialisée dans les milieux difficiles comme les marais et les milieux forestiers,. Elle est probablement déployée au début de l'invasion russe dans la région marécageuse et boisée de Polésie, qui s’étend approximativement de la ville de Loutsk (400 kilomètres à l'ouest de Kiev) à la ville orientale de Soumy (333 kilomètres à l’est de Kiev) le long de la frontière entre la Biélorussie et l'Ukraine, ainsi que celle avec la Russie.

### Invasion russe de l'Ukraine

#### Contre-offensive de Kherson (août - novembre 2022)
Au moment du déclenchement de l'invasion de l'Ukraine par la Russie, la 61e brigade est en réserve. À partir de juillet 2022, elle est déployée sur le front sud, dans le secteur de Kherson. Elle est stationnée le long de la rivière Inhoulets à 10 kilomètres à l'ouest de Davydiv Brid. Elle mène alors des opérations défensives ainsi que de reconnaissance près du village de Lozove. Ses unités d'artilleries ciblent également les positions russes comme des dépôts de munitions en préparation d'une offensive ukrainienne. Le 24 août 2022, la 61e brigade reçoit le titre honorifique « steppe » de la part du président ukrainien Volodymyr Zelensky (oukase no 606/2022). Entre le 31 août et le 11 novembre 2022, elle est engagée dans la contre-offensive contre la tête de pont russe de Kherson. Elle couvre le flanc droit de l'axe de pénétration ukrainienne au-delà de la rivière située à l'ouest de Davydiv Brid prenant part aux combats autour de Ternivka. La brigade mène des opérations de débarquement sur l'autre rive de la rivière prenant d'assaut les positions russes autour du village de Blahodativka (raïon de Beryslav) (uk) qui est libéré le 8 septembre,. Le 3 novembre, les combattants de la 61e brigade d'infanterie libèrent le village de Mala Seidemenukha des occupants russes.

#### Bataille de Soledar (décembre 2022 - janvier 2023)
À partir du 6 décembre, la 60e est transformée en brigade mécanisée. A la fin décembre 2022, elle est redéployée dans le Donbass dans le secteur de Bakhmout où une importante offensive russe est en cours. La brigade intervient sur le flanc gauche du dispositif ukrainien à Soledar que les Russes tentent de conquérir. La brigade connaît de violents combats dans la partie ouest de la ville et subit des pertes. La ville est prise le 16 janvier 2023. Après ces violents combats, la brigade est mise en retrait, stationnée à la frontière russo-ukrainienne entre les oblasts de Soumy (Ukraine) et celui de Briansk (Russie) et n'apparaît plus en première ligne pendant le reste de l'année 2023. Elle est rééquipée en 2023 avec des lance-roquettes multiples RM-70 (livrés par la Tchéquie). On lui assigne également les 35e et 36e bataillons de fusiliers.

#### Offensive dans l'oblast de Koursk (depuis août 2024)
La brigade est de nouveau engagée après la prise d'Avdiïvka par les Russes en mars 2024. Ces derniers poursuivent immédiatement leurs efforts en direction de Pokrovsk. La 61e brigade est alors envoyée notamment du côté d'Otcheretyne aux côtés de la 115e brigade mécanisée. Début août 2024, la brigade participe à l'offensive ukrainienne dans l'oblast de Koursk, où le 99e bataillon contribue à l'occupation de la ville de Soudja. Par la suite, le bataillon continue à avancer vers l'est, tandis que le 100e reste déployé près du centre urbain et que le 101e participe aux assauts en direction de Korenevo avec le 225e bataillon d'assaut. Au cours de la première moitié du mois de septembre, des éléments de la brigade soutiennent les combats de la 80e brigade d'assaut aérien en direction de Lgov. À la mi-octobre, avec des éléments de la 17e brigade de chars, elle repousse les contre-attaques russes au sud de Soudja.

## Organisation

### Structure
- État-major de la brigade,
  - 
    -  compagnie de protection du QG ;

  -  99e bataillon mécanisé ;
  -  100e bataillon mécanisé ;
  -  101e bataillon mécanisé ;
  -  20e bataillon de fusiliers (unité militaire A7104);
  -  35e bataillon de fusiliers (unité militaire A4048) ;
  -  36e bataillon de fusiliers (unité militaire A4058) ;
  -  Bataillon de chars ;
  -  Groupe d'artillerie de la brigade :
    - 
      -  État-major du groupe d'artillerie
      -  Unité de contrôle et d'acquisition de cibles ;

    -  1er bataillon d'artillerie automotrice [16] ;
    -  2e bataillon d'artillerie ;
    -  Bataillon de lance-roquettes multiples ;
    -  Bataillon anti-char ;

  -  Bataillon antiaérien ;
  -  compagnie de reconnaissance ;
  -  Bataillon de drones
  -  Bataillon du génie ;
  -  Bataillon logistique ;
  -  Compagnie de transmissions ;
  -  Bataillon de maintenance ;
  -  Compagnie de radar (désignation d'objectifs) ;
  -  Compagnie médicale (soins et évacuation) ;
  -  Compagnie de protection NRBC.

### Matériel et équipements
- un bataillon de chars équipé de T-72EA livrés par la Tchéquie, complétés par des T-72AMT
- trois bataillons mécanisés dotés de véhicules BTR-60, BRM-1 (version modifiée du BMP-1) et Humvees
- un groupe d'artillerie avec des pièces d'obusiers automoteurs, (des 2S3 Akatsiya, des 2S1 Gvozdika soviétiques), et M109L livrés par l'Italie ; lance-roquettes multiples (des RM-70) livrés par la Tchéquie
- une compagnie de reconnaissance avec des véhicules BRM-1;

## Insigne

Insigne de la brigade entre 2022 et 2024
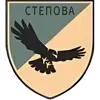
Insigne d'épaule en 2024